# Nacho (série télévisée, 2023)
Pour les articles homonymes, voir Nacho.
Nacho est une série de télévision espagnole biographique, créée par Teresa Fernández-Valdés, Gema R. Neira et Diego Sotelo et produite à l'origine par Lionsgate+. Le rôle principal est tenu par Martiño Rivas interprétant l'acteur pornographique Nacho Vidal. 
La série devait initialement sortir le 11 décembre 2022, mais sa diffusion a été retardée en raison de l'arrêt de la plateforme Lionsgate+ sur le marché espagnol en novembre 2022. Elle sort finalement le 5 mars 2023 après sa reprise par Atresplayer Premium.

## Synopsis
La série raconte les débuts de l'acteur Nacho Vidal dans le monde de la pornographie, à travers lesquels on découvre les dessous et les travers de cette industrie.

## Fiche technique
- Martiño Rivas : Nacho Vidal
- María de Nati : Sara Bernat
- Andrés Velencoso : Toni Ribas
- Pepa Charro : Juani
- Edu Soto : Tigerman
- Marina Gatell : Sophie Evans
- Pénélope Guerrero : Lady
- Rubén Jiménez Rosco : Holy One
- Nancho Novo : Enrique Jordá Brasset
- Montse Guallar : Inmaculada González
- Nuria Herrero : María José Jordá
- José Milan : Arnau
- Nourdin Batán : Kun
- Albert Baró : Samuel
- Alicia Falcó : Marta
- Alexandra Prokhorova : Cicciolina[1]
- Miriam Giovanelli : Bellísima
- Carmen Conesa : Olga
- Albert Baró : Samuel
- Juan Carlos Vellido : José María Ponce Berenguer
- Paola Bontempi : María Bianco